# Leichtathletik-Weltmeisterschaften 1997/Kugelstoßen der Frauen
Das Kugelstoßen der Frauen bei den Leichtathletik-Weltmeisterschaften 1997 wurde am 5. und 7. August 1997 im Olympiastadion der griechischen Hauptstadt Athen ausgetragen.
In diesem Wettbewerb errangen die deutschen Kugelstoßerinnen mit Gold und Bronze zwei Medaillen. Weltmeisterin wurde die Titelverteidigerin, Olympiasiegerin von 1996, Europameisterin von 1990 und Vizeeuropameisterin von 1994 Astrid Kumbernuss. Auf den zweiten Platz kam die Ukrainerin Wita Pawlysch. Bronze ging an Stephanie Storp.

## Bestehende Rekorde
| Weltrekord | 22,63 m | Natalja Lissowskaja | Moskau, Sowjetunion (heute Russland) | 7. Juni 1987      |
| WM-Rekord  | 21,24 m | Natalja Lissowskaja | WM 1987 in Rom, Italien              | 5. September 1987 |

Der bestehende WM-Rekord wurde bei diesen Weltmeisterschaften nicht eingestellt und nicht verbessert.

## Legende
Kurze Übersicht zur Bedeutung der Symbolik – so üblicherweise auch in sonstigen Veröffentlichungen verwendet:
| – | verzichtet |
| x | ungültig   |

## Qualifikation
5. August 1997, 19:45 Uhr
25 Teilnehmerinnen traten in zwei Gruppen zur Qualifikationsrunde an. Die Qualifikationsweite für den direkten Finaleinzug betrug 18,80 m. Drei Athletinnen übertrafen diese Marke (hellblau unterlegt). Das Finalfeld wurde mit den neun nächstplatzierten Sportlerinnen auf zwölf Werferinnen aufgefüllt (hellgrün unterlegt). So reichten schließlich 17,89 m für die Finalteilnahme.

### Gruppe A

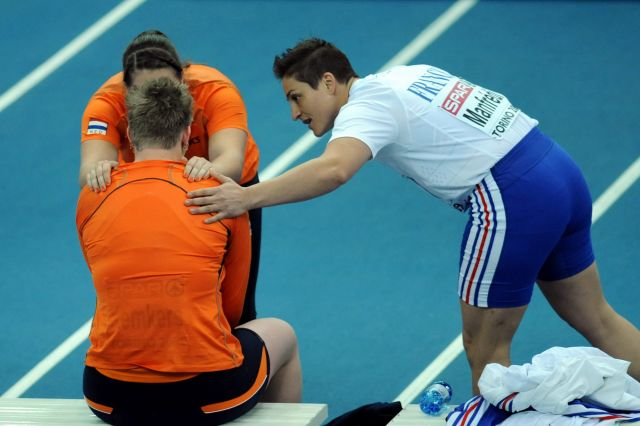
Laurence Manfredi (rechts) erreichte mit ihren 17,02 m nicht das Finale

| Platz | Name                  | Nation              | Resultat (m) | 1. Versuch (m) | 2. Versuch (m) | 3. Versuch (m) |
| 1     | Connie Price-Smith    | USA                 | 18,35        | 18,00          | 18,35          | x              |
| 2     | Nadine Kleinert       | Deutschland         | 18,26        | 16,89          | 17,87          | 18,26          |
| 3     | Stephanie Storp       | Deutschland         | 18,12        | 18,12          | x              | x              |
| 4     | Valeyta Althouse      | USA                 | 17,89        | 17,89          | 17,03          | 17,36          |
| 5     | Mara Rosolen          | Italien             | 17,87        | 16,59          | 16,84          | 17,87          |
| 6     | Zhang Liuhong         | Volksrepublik China | 17,82        | 17,82          | 17,68          | 17,67          |
| 7     | Irina Korschanenko    | Russland            | 17,80        | x              | x              | 17,80          |
| 8     | Elisângela Adriano    | Brasilien           | 17,71        | x              | 17,38          | 17,71          |
| 9     | Valentina Fedjuschina | Ukraine             | 17,31        | 17,31          | x              | 17,19          |
| 10    | Laurence Manfredi     | Frankreich          | 17,02        | x              | 16,92          | 17,02          |
| 11    | Lee Myung-Sun         | Südkorea            | 16,39        | 16,38          | 16,39          | x              |
| NM    | Kalliopi Ouzouni      | Griechenland        | ogV          | x              | x              | x              |

### Gruppe B
| Platz | Name                | Nation              | Resultat (m) | 1. Versuch (m) | 2. Versuch (m) | 3. Versuch (m) |
| 1     | Astrid Kumbernuss   | Deutschland         | 20,69        | 20,69          | –              | –              |
| 2     | Wita Pawlysch       | Ukraine             | 20,48        | 20,48          | –              | –              |
| 3     | Huang Zhihong       | Volksrepublik China | 19,05        | 19,05          | –              | –              |
| 4     | Swetlana Kriweljowa | Russland            | 18,41        | x              | 18,41          | x              |
| 5     | Svetla Mitkova      | Bulgarien           | 18,07        | 17,60          | 18,07          | 18,04          |
| 6     | Tressa Thompson     | USA                 | 18,07        | 16,37          | 18,07          | x              |
| 7     | Krystyna Danilczyk  | Polen               | 18,05        | x              | x              | 18,05          |
| 8     | Li Meisu            | Volksrepublik China | 17,99        | 17,62          | x              | 17,99          |
| 9     | Judy Oakes          | Großbritannien      | 17,84        | 17,78          | x              | 17,84          |
| 10    | Anna Romanowa       | Russland            | 17,79        | 17,79          | 17,79          | x              |
| 11    | Janina Karoltschyk  | Belarus             | 17,75        | 17,44          | 17,42          | 17,75          |
| 12    | Eléni Tsentemeídou  | Griechenland        | 16,62        | 16,62          | x              | x              |
| 13    | Nada Kawar          | Jordanien           | 15,76        | 15,76          | 15,45          | 15,15          |

## Finale
7. August 1997, 18:30 Uhr
| Platz | Name                | Nation              | Resultat (m) | 1. Versuch (m) | 2. Versuch (m) | 3. Versuch (m) | 4. Versuch (m)                                   | 5. Versuch (m)                                   | 6. Versuch (m)                                   |
| 1     | Astrid Kumbernuss   | Deutschland         | 20,71        | 20,59          | 20,71          | 20,52          | 20,25                                            | x                                                | 20,70                                            |
| 2     | Wita Pawlysch       | Ukraine             | 20,66        | x              | 20,57          | x              | 20,51                                            | 20,36                                            | 20,66                                            |
| 3     | Stephanie Storp     | Deutschland         | 19,22        | 19,22          | 18,84          | x              | 18,67                                            | x                                                | 18,92                                            |
| 4     | Huang Zhihong       | Volksrepublik China | 19,15        | 18,63          | 18,64          | 18,72          | 19,15                                            | x                                                | 19,07                                            |
| 5     | Connie Price-Smith  | USA                 | 19,00        | 19,00          | 18,17          | 18,64          | x                                                | 18,53                                            | x                                                |
| 6     | Li Meisu            | Volksrepublik China | 18,62        | 17,30          | 18,62          | 18,21          | 18,58                                            | 18,10                                            | 18,50                                            |
| 7     | Nadine Kleinert     | Deutschland         | 18,42        | 18,33          | 18,42          | x              | 17,91                                            | 18,22                                            | x                                                |
| 8     | Krystyna Danilczyk  | Polen               | 17,83        | x              | x              | 17,83          | x                                                | 17,55                                            | x                                                |
| 9     | Svetla Mitkova      | Bulgarien           | 17,75        | 17,75          | 17,51          | 17,62          | nicht im Finale der besten acht Kugelstoßerinnen | nicht im Finale der besten acht Kugelstoßerinnen | nicht im Finale der besten acht Kugelstoßerinnen |
| 10    | Swetlana Kriweljowa | Russland            | 17,38        | x              | 17,08          | 17,38          | nicht im Finale der besten acht Kugelstoßerinnen | nicht im Finale der besten acht Kugelstoßerinnen | nicht im Finale der besten acht Kugelstoßerinnen |
| 11    | Valeyta Althouse    | USA                 | 16,92        | 16,92          | x              | 16,78          | nicht im Finale der besten acht Kugelstoßerinnen | nicht im Finale der besten acht Kugelstoßerinnen | nicht im Finale der besten acht Kugelstoßerinnen |
| 12    | Tressa Thompson     | USA                 | 16,48        | x              | 16,48          | x              | nicht im Finale der besten acht Kugelstoßerinnen | nicht im Finale der besten acht Kugelstoßerinnen | nicht im Finale der besten acht Kugelstoßerinnen |

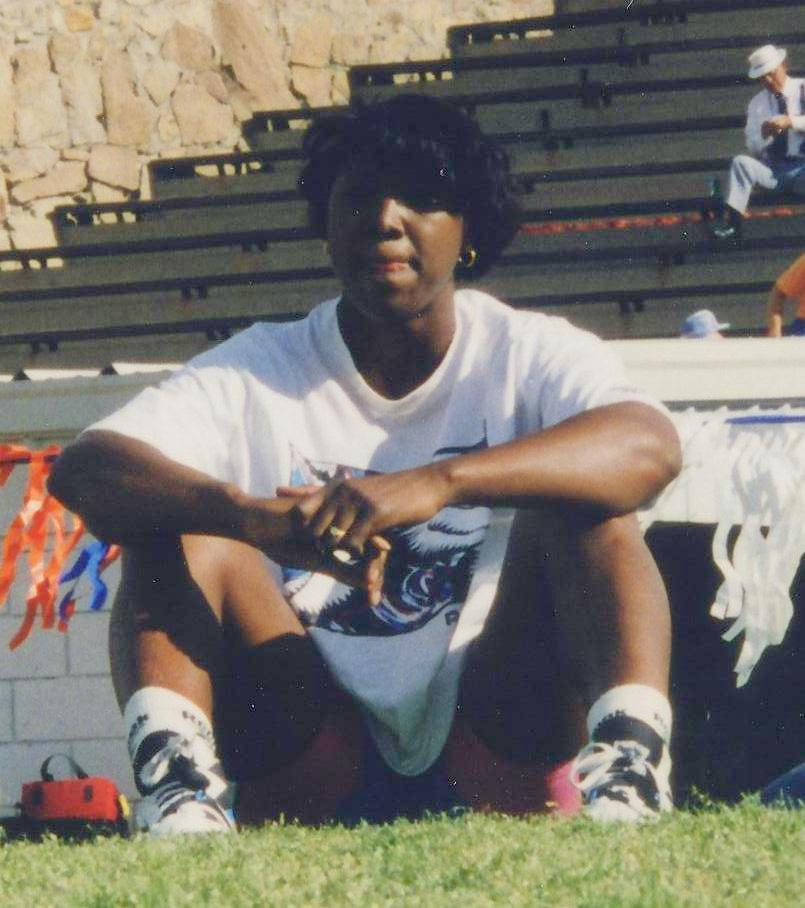
Die fünftplatzierte Connie Price-Smith
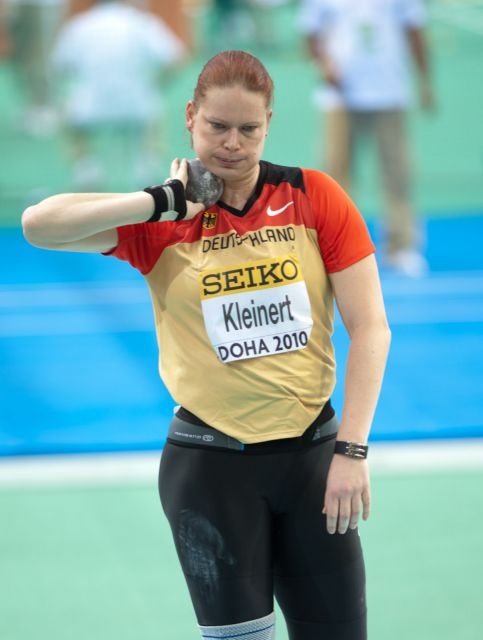
Nadine Kleinert erreichte Rang sieben – später errang sie mehrere Medaillen bei internationalen Großereignissen
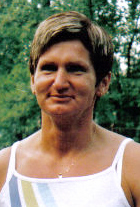
Krystyna Danilczyk, spätere Krystyna Zabawska, wurde Achte

## Video
- Astrid Kumbernuss (Germany) SHOT PUT 20.71 meters 1997 Athens auf youtube.com, abgerufen am 6. Juli 2020